# Epicor
Epicor è un'azienda statunitense attiva nello sviluppo, commercializzazione ed implementazione di soluzioni software Enterprise Resource Planning, gestione delle relazioni con la clientela, gestione della catena di distribuzione, servizi professionali di automazione e per la vendita al dettaglio.
Fondata nel 1972 con il nome di Platinum Software Corporation, a partire dalla fine degli anni '90 la società, sotto la guida dell'attuale CEO George Klaus, ha avviato un processo di trasformazione da fornitore di software contabile e per applicazioni finanziarie, a fornitore di soluzioni considerate enterprise, inclusa la modifica del nome in Epicor Software Corporation.
La società ha il suo quartier generale ad Austin, in Texas, ed è comunemente riconosciuta come fornitore per soluzioni software globali adatte a filiali e divisioni di grandi organizzazioni ed alle piccole e medie imprese, con una presenza capillare nei principali paesi in ogni continente. Attualmente le soluzioni di Epicor vengono utilizzate da oltre 20.000 clienti in oltre 140 paesi del mondo, sono tradotte in 30 lingue differenti e sono normalmente adatte alle normative ed agli usi locali.
Nell'ottobre 2021 Epicor ha stretto un accordo pluriennale di supporto tecnologico per la Scuderia AlphaTauri.

## Principali acquisizioni e disinvestimenti
- 1997 - Acquisizione di Clientele Software Inc. (Clientele è una soluzione CRM per la gestione dei processi orientati al cliente, con moduli per il supporto, le vendite, il marketing, il self service).
- 1998 - Platinum Software Corporation e DataWorks Corporation si fondono per estendere l'offerta di soluzioni ERP e produzione.
- 2001 - Vendita di Platinum for Windows (PFW) a Best Software, che era il nome utilizzato dalla branch statunitense di Sage Software
- 2002 - Acquisizione delle soluzioni procurement e sourcing da Clarus.
- 2004 - Acquisizione di Scala Business Solutions (produttore di iScala, una soluzione ERP per PMI), che ha permesso l'espansione globale in oltre 140 paesi nel mondo.
- 2005 - Acquisizione di CRS Retail Systems, Inc., aggiungendo all'offerta per il mercato della vendita al dettaglio, soluzioni per punti vendita.

## Soluzioni e Servizi
- Epicor Clientele
- Epicor CRS
- Epicor Enterprise
- Epicor iScala
- Epicor Vantage
- Epicor Vista

## Alcuni Riconoscimenti[2]
- 2007 Tra le 100 società tecnologiche con la più rapida crescita dalla rivista Business 2.0 (il secondo anno consecutivo).
- 2006 Tra le prime 100 società con la più rapida crescita dalla rivista Fortune.
- 2006 Best Customer Service Organization da International Business Awards
- 2006 Best ERP Solution dalla rivista Windows IT Pro
- 2007 Supply Chain "Pros to Know Supply & Demand Chain Executive